# ناکجاآباد موعود

ناکجاآباد موعود (به ژاپنی: 約束のネバーランド, Yakusoku no Nebārando)، یک مجموعه مانگای ژاپنی به نویسندگی کایو شیرایی و تصویرپردازی پوسوکا دمیزو است. این مانگا از تاریخ ۱ اوت ۲۰۱۶، تا ژوئن ۲۰۲۰ در هفته‌نامه شونن جامپ منتشر می‌شد، همچنین فصل‌های تکی این مجموعه توسط شوئیشا، در قالب هفده تانکوبون به چاپ رسیده‌است. در سال ۲۰۱۸، مانگای ناکجاآباد موعود برندهٔ شصت و سومین جوایز مانگای شوگاکوکان در بخش شونن شد.
یک مجموعه تلویزیونی انیمه دوازده قسمتی نیز برگرفته از نسخه مانگا و به کارگردانی مامورو کانبه توسط استودیوی کلوورورکس￼￼ دستمایه اقتباس قرار گرفت که از ژانویه تا مارس ۲۰۱۹ پخش شد. فصل دوم این انیمه نیز به تعداد یازده قسمت از ژانویه تا مارس ۲۰۲۱ به نمایش درآمد. همچنین یک فیلم لایو اکشن به کارگردانی یوئیچیرو هیراکاوا و توسط شرکت توهو در ۱ دسامبر ۲۰۲۰، در کشور ژاپن اکران شد. فصل نخست مجموعه انیمه با واکنش‌های خوبی از سوی منتقدان همراه بود، و به عنوان یکی از بهترین سری انیمه‌های دهه ۲۰۱۰ (میلادی) به‌شمار می‌رود. اگرچه فصل دوم با استقبال منفی روبرو شد.

## داستان

### زمینه
این داستان در سال ۲۰۴۵ اتفاق می‌افتد، و بیش از هزار سال از قراردادی به عنوان «وعده» می‌گذرد که برای پایان دادن جنگی طولانی بین انسان‌ها و شیاطین ایجاد شده‌بود. «وعده» قراردادی بود که هر گونه در «دنیای» جداگانه خود زندگی می‌کند: دنیای انسان‌ها، که خالی از تهدید شیاطین است، و دنیای شیاطین، جایی که مزرعه پرورش انسان‌ها به وجود آمدند تا غذای شیاطین تأمین شود. با خوردن انسان‌ها، شیاطین توانایی‌هایی بدست می‌آورند که مانع از تبدیل شدن آنها به هیولاهای بدون خرد می‌شود. در دنیای شیاطین، برنامه پرورشی ویژه‌ای با پوشش یک یتیم‌خانه برپا شد. در آنجا انسانی به عنوان «مادر» بر روی بچه‌ها نظارت می‌کند، با این هدف که تا جای ممکن به عنوان کودکی باهوش رشد کنند. بر روی بدن این کودکان شماره‌های شناسایی خالکوبی شده‌است و هیچ اطلاعی از دنیای بیرون یتیم خانه ندارند. آن‌ها اینطور باور کرده‌بودند که کودکی یتیم هستند و وقتی به سن یا درجه هوش مشخصی برسند، به فرزندخواندگی گرفته می‌شوند. درحالی‌که در واقعیت به شیاطین درجه بالا خورانده می‌شوند. این قضیه در سال ۲۰۵۰ پایان میابد.

### خلاصه
در یتیم‌خانهٔ گریس فیلد، زندگی بهتری برای بچه‌های یتیم مهیا نمی‌شود. اگرچه آن‌ها هیچ پدر و مادری ندارند، همراه با بچه‌های دیگر و یک مادر (سرپرست) مهربان که مراقب آنهاست، یک خانواده بزرگ و شاد را تشکیل می‌دهند. هیچ‌کدام از کودکان هرگز نادیده گرفته نمی‌شوند. زندگی روزمره آنها با آزمون‌های خیلی سخت سپری می‌شود. اما بعد از آن، آنها مجاز به بازی در خارج از خانه (درون حیاط یتیم‌خانه) هستند. تنها یک قانون است که باید اطاعت کنند: یتیم‌خانه را ترک نکنید. اما یک روز، دو فرزند یتیم با بالاترین رتبه در آزمون‌ها، اِما و نورمن، از دروازه عبور می‌کنند و واقعیت وحشتناکی را در ارتباط با حقیقت وجودی زندگی‌شان درمی‌یابند: تمام این مدت برای این پرورش یافته بودند تا روزی خورده شوند! همه آنها به مَثَل حیوانات هستند و یتیم‌خانه آنها یک مزرعه برای پرورش غذا برای یک نژاد اسرار آمیز از شیاطین است. کودکان باید با تنها چند ماه زنده باقی ماندن برای کشیدن یک نقشهٔ فرار، سرنوشت مقررشدهٔ خود را تغییر دهند.

## انیمه
مجموعه تلویزیونی انیمه مربوط به این مانگا، از ژانویه تا مارس ۲۰۱۹ و توسط کلاورورکز، در بخش نویتامینای فوجی تلویژن بر روی آنتن رفت.
فصل دوم این انیمه قرار بود از اکتبر ۲۰۲۰ پخش شود اما به دلیل دنیاگیری کووید-۱۹، پخش آن به ۷ ژانویهٔ ۲۰۲۱ موکول شد.